# 4-я Ленинградская стрелковая дивизия народного ополчения (Дзержинского района)
 4-я Ленинградская стрелковая дивизия народного ополчения (Дзержинского района) — воинское соединение вооружённых сил СССР в Великой Отечественной войне.

## История
Дивизия формировалась с первых дней войны в Ленинграде из добровольцев Дзержинского района Ленинграда как Дзержинская районная дивизия народного ополчения в составе трёх (8-го, 9-го и 10-го) истребительных полков. В состав дивизии также вошли добровольцы Куйбышевского района и города Колпино. Один из батальонов полностью состоял из работников ленинградской милиции. К 19 июля 1941 года на базе районной дивизии приказом командующего Ленинградской армии народного ополчения № 08/СС от 19.07.1941 года создана 4-я «лёгкая» стрелковая дивизия Ленинградской армии народного ополчения численностью в 4267 человек. От остальных дивизий народного ополчения эту дивизию отличало значительно большее количество автотранспорта. Уже в течение первой половины июля 1941 года дивизия, в отличие от остальных формирований народного ополчения, уже была занята боевой подготовкой.
В составе действующей армии с 4 июля по 24 сентября 1941 года.
С 20 июля 1941 года дивизия начала переброску в Котлы. 22 июля 1941 года 1-й стрелковый полк был изъят из дивизии, переброшен в Нарву, где передан в оперативное подчинение 191-й стрелковой дивизии. 25 июля 1941 года 1-й полк, занимавший позиции на левом берегу реки Нарвы, вступил в бои с противником, продолжавшиеся до 2 августа. Ополченцы потеряли 18 человек, в том числе комиссара полка. 17-20 августа 1941 года полк участвовал в боях за Кингисепп, в ходе которых был разбит. Из состава полка вышло только около двухсот человек, которые были в сентябре возвращены в состав дивизии уже в Колпино,
22 июля 1941 года 2-й и 3-й полки дивизии переброшены в Котлы. Ночью 24 июля 1941 года дивизия переброшена из Котлов в Крикково на рубежи обороны в Кингисеппском секторе в районе Пятницкое Болото — Кошкино вдоль границы с Эстонской ССР. На этом рубеже дивизия сменила части 3-й Ленинградской стрелковой дивизии народного ополчения, переброшенные на финскую границу. По состоянию на 31 июля 1941 года штаб дивизии располагался в деревне Кошкино, 2-й стрелковый полк — в районе деревня Дубровка, колхоз 1 мая, 3-й стрелковый полк — в районе деревень Манновка, Орлы, Куровицы, артиллерийские части — в лесу в 2 километрах от Кингисеппа, 9 августа 1941 года снята с позиций и 10 августа 1941 года сосредоточилась в районе деревни Муликово с задачей овладеть деревней Пустошка, где после овладения противником деревней Морозово попала в окружение. 11-12 августа 1941 года вела бои с целью прорваться из окружения за овладение деревней Лопец. 2-й полк выполнил поставленную задачу, однако основные силы дивизии были атакованы танковыми и моторизованными подразделениями противника из района деревни Волпи в направлении Худачево. Противник занял дорогу Худачево — Муликово, произведя рассечение дивизии на две части. Только к 13 августа дивизии удалось собраться в районе деревни Лопец. В ночь с 14 на 15 августа 1941 года дивизия со второй попытки с боем перешла шоссейную дорогу и углубилась в лес, а затем в течение пяти суток без продовольствия выходила по азимуту через болота и леса параллельно наступающим войскам противника, вышла к Калитино, повернув от уже занятого Волосово к Кикерино и затем проследовала на Красногвардейск. 22 августа 1941 года дивизии было приказано занять оборону во втором эшелоне по северному берегу реки Ижора на рубеже Лукаши, Вярлево, Антелево. Затем в связи с тяжёлой ситуацией дивизия была выдвинута на линию фронта и 28 августа 1941 года выдержала тяжёлый бой у деревни Пижма. К исходу 28 августа 1941 года дивизия по маршруту Красная Славянка — Павловск — Пушкин — Александровская была отведена в район деревни Новые Сузи, где сосредоточилась в районе Кокколево, Большое Виттолово, Новые Сузи, Синда, Рехколово и приступила к постройке полевых оборонительных сооружений фронтом на восток и юго-восток, одновременно переформируясь и укомплектовываясь. Так, вместо артиллерийского дивизиона, был сформирован артиллерийский полк; также стрелковые полки получили артиллерию. 31 августа 1941 года дивизия получила приказ сосредоточиться в районе северной окраины Колпино, станции Понтонная (в последней расположился штаб дивизии) с задачей вести наступление в направлении Покровское и овладения населёнными пунктами Ивановское и Покровское.
1 сентября 1941 года 2-й стрелковый полк выдвинулся к Неве и с ходу атаковал противника в прибрежной деревне Новой, отбросив к Усть-Тосно противника, что позволило на длительный срок стабилизировать линию фронта, хотя весь сентябрь велись бои. Полк дважды форсировал реку Тосна и оба раза был отброшен обратно. То же самое происходило и с 3-м полком, который в частности 3 сентября 1941 года форсировал на лодках и бревнах реку Тосну, захватил деревню Покровское, но тоже был выбит. 6 сентября 1941 года в оперативное подчинение дивизии прибыл 2-й полк 5-й ополченческой дивизии, но уже 11 сентября 1941 года был изъят. Также в сентябре 1941 года в дивизию передан сводный полк из остатков 1-й дивизии ополчения.
12 сентября 1941 года по решению Военного совета Ленинградского фронта на лиговское направление спешно был переброшен 3-й полк дивизии. С 14 по 17 сентября 1941 г. немецкие танки пытались с боем прорваться со стороны Ям-Ижоры через Колпино на Ленинград. Дивизия была переброшена в помощь Ижорскому батальону на этот участок фронта. Почти двое суток длился жестокий бой, временами переходивший в рукопашные схватки. В дальнейшем солдаты продолжали стойко оборонять свои рубежи.

Передний край обороны проходил в сыром торфяном болоте. Бойцы лежали на поверхности болота, и единственным их укрытием были мох и кустарник ниже человеческого роста. Полк вынужден был обороняться в этих тяжёлых условиях, так как сзади его подпирали стены Ленинграда. В таких условиях трудно было сохранить боеспособность части.— Воспоминания генерала-майора в отставке Л. В. Яковлева
24 сентября 1941 года дивизия была переименована в 86-ю стрелковую дивизию.

## Состав
- 1-й стрелковый полк
- 2-й стрелковый полк
- 3-й стрелковый полк
- артиллерийский полк
- отдельный артиллерийский дивизион
- разведрота
- сапёрная рота
- отдельная рота связи
- автотранспортная рота
- 366-я полевая почтовая станция
- 626-я полевая касса Госбанка

## Подчинение
| Дата            | Фронт (округ)       | Армия                                   | Корпус | Примечания                    |
| --------------- | ------------------- | --------------------------------------- | ------ | ----------------------------- |
| 10.07.1941 года | Северный фронт      | Ленинградская армия народного ополчения | -      | -                             |
| 01.08.1941 года | Северный фронт      | -                                       | -      | Кингисеппский участок обороны |
| 01.09.1941 года | Ленинградский фронт | 55-я армия                              | -      | -                             |

## Командиры
- Радыгин, Пётр Иванович[3], полковник — (03.07.1941 — 19.07.1941)
- Ланский, Василий Алексеевич[4], полковник — (20.07.1941 — 31.08.1941)
- Радыгин, Пётр Иванович, полковник — (01.09.1941 — 08.09.1941)
- Ермошин, Владимир Андреевич, майор[5] — (09.09.1941 — 14.09.1941)
- Дарьин, Алексей Андреевич[6], полковник — (15.09.1941 — 24.09.1941)

## Известные люди, связанные с дивизией
- Барулин, Григорий Сильвестрович политрук дивизии, позднее — советский дипломат. Чрезвычайный и полномочный посланник 1 класса (1969)